# Comte Arnau
Pour les articles homonymes, voir Arnau.
Le comte Arnau ou Arnaut, comte Arnau ou comte l'Arnau en catalan, est un personnage noble de la mythologie catalane. Personnage maléfique, il commit de nombreux péchés et fut condamné à chevaucher éternellement dans les airs, sur un cheval noir crachant des flammes par la bouche et les yeux, suivi d'une meute de chiens hurlants : c'est le thème catalan de la chasse fantastique qu'on retrouve dans de nombreux pays.

## Le personnage
Le comte Arnau, figure mythique, est un des plus connus parmi les esprits et âmes en peine du folklore catalan. Il relève d'une tradition populaire orale, à laquelle s'est greffée très tôt une abondante création littéraire. il semble que l'origine en est une chanson populaire de Ripoll, de la fin du XVIe siècle, qui raconte le dialogue entre l'âme du comte damné, et sa veuve. Elle reprend une thématique antérieure, remontant à 1017, où il a une relation amoureuse et coupable avec une religieuse du monastère de Sant Joan de les Abadesses. Dans la première moitié du XIXe siècle, Marià Aguiló réunit tous les éléments du mythe, et Manuel Milà i Fontanals les publie. C'est le début d'une intense production par les grands noms de la littérature catalane du moment, Victor Balaguer, Frederic Soler, Jacint Verdaguer, Josep Carner, Joan Maragall, etc.

## Historique

Blason de Hug Roger II de Mataplana, comte de Pallars

Il est possible que le mythe et la littérature se soient inspirés d'un personnage réel, dont il est difficile de préciser dans quelle mesure certains détails de la réalité se rapprochent de la légende. On considère que le comte Arnau était membre de la famille des Mataplana, seigneur de cette baronnie qui dominait une grande partie du Ripollès, et possédait les châteaux de Mataplana, de Solans, de Saint-Amanç ou Saint-Amand, de Castellar et de Blancafort. Le premier membre connu en est Hug I de Mataplana (1076-1089). Suit une longue dynastie de seigneurs tous nommés Hug de Mataplana. Le comte Arnau semble avoir vécu au XIVe siècle, puisqu'on a retrouvé son testament de 1353. Cet Arnau serait le fils d'une descendante des Mataplana nommée Blanca d'Urgio ou Blanca de N'Hug, qui tenait la seigneurie du château de les Dames ou de Blancafort. Le nom d'Arnau aurait donné celui de la ferme de Pernal ou Pernau, créée par un nommé Pere Arnau. Selon Manuel Milà i Fontanals, ce Pere Arnau et le comte ne seraient qu'une seule et même personne. Le comte Arnau entretint de nombreuses querelles avec l'abbé du monastère de Ripoll sur les limites de leurs juridictions respectives, et imposa à ses vassaux les plus mauvais usages du régime féodal, ce qui suffit déjà à créer autour de lui une légende sulfureuse. On l'a confondu avec le comte de Pallars, un autre Mataplana, ou un Arnau, seigneur du château de Montmur (Noguera), qui abusa la fille du vicomte d'Albesa et fut maudit, condamné à errer dans les ruines de son château jusqu'à ce qu'il n'en reste plus une seule pierre.On le confond aussi avec Arnold, comte de Bourgogne, qui aurait combattu les envahisseurs de son pays : frappé à mort, il se réfugia dans un couvent et tomba mort au pied de l'autel, avec son épouse Berthe. On le considère comme un héros et on l'entendait la nuit, chevaucher dans le ciel suivi de ses soldats et de son épouse.
On retrouve ici le thème de la cavalcade aérienne et nocturne, généralement menée à son corps défendant par un personnage maudit, en punition de ses péchés, et non par un héros positif. Le comte Arnau rejoint ainsi les personnages de Hellequin ou Hennequin (et ses innombrables variantes), le roi Artus, Galerie et autres protagonistes de la chasse fantastique.

## Mythe

### Héros libérateur
La légende du comte Arnau fait de lui l'un des seigneurs qui combattent les envahisseurs maures et constituent les « pères fondateurs » de la Catalogne.

### Discographie
- La Capella Reial de Catalunya, Montserrat Figueras, Jordi Savall : El Comte Arnau, in Cançons de la Catalunya mil-lenària: Planys & Llegendes, Astrée (ASIN B0000DETC7)